# Сырцов, Иоанн Яковлевич
Иоа́нн Я́ковлевич Сырцо́в (1837 — не ранее 1919) — протоиерей, магистр богословия, церковный историк и писатель, статский советник со старшинством 1890 г., 29 сентября.

## Биография
Сырцов родился в 1837 году в семье солдата, в починке Савинский, в Вятском уезде, Вятской губернии. О детских и юношеских годах его ничего не известно. Известно лишь, что Сырцов был послушником Соловецкого монастыря, из которого ушёл 1868 года. В 1874 году Иоанн окончил Архангельскую духовную семинарию. После этого он поступает в Казанскую духовную академию, которую заканчивает в 1878 году со степенью кандидата богословия и с правом на получение степени магистра без нового устного испытания.
Иоанн Яковлевич с 29 сентября 1878 года преподаёт церковную историю и истории раскола в Тобольской духовной семинарии Тобольской епархии. Иоанн создаёт в семинарии библиотеку из старописьменных и старопечатных дониконовских книг. Начиная со 2 сентября 1880 года, Сырцов — преподаватель общей истории в Тобольском епархиальном женском училище. 10 июня 1881 года Сырцов утвержден действительным членом Тобольского губернского статистического комитета. 16 апреля 1882 года Сырцов удостоен степени магистра богословия за сочинение «Возмущение соловецких монахов-старообрядцев в XVII столетии». С 20 октября 1882 года Иоанн Яковлевич становится смотрителем Барнаульского духовного училища. Сырцов выступает в роли миссионера в Барнауле, где ведёт несколько лет беседы со старообрядцами. После Барнаула Сырцов отправляется на службу в Костромскую епархию и переезжает в город Солигалич. С 31 декабря 1884 года Сырцов становится председателем Солигаличского уездного отделения Костромского епархиального училищного совета. 10 декабря 1885 года Иоанн назначен смотрителем Солигаличского духовного училища. 28 декабря 1892 года рукоположён в иерея и приписан к Солигаличскому Рождественскому собору. С 19 октября 1895 года — заведующий Рождественской церковно-приходской школой.
С 30 января 1897 по 16 августа 1902 года — ректор Костромской духовной семинарии. С 5 марта 1897 по 15 декабря 1902 года Сырцов — редактор «Костромских епархиальных ведомостей». Сырцов — почётный член Костромской губернской ученой архивной комиссии с 26 августа 1897 года, Костромского Александровского православного братства с 1898 года, Общества вспомоществования недостаточным ученикам Костромской духовной семинарии с 1899 года. С 18 февраля 1903 года Сырцов — член Костромской духовной консистории. С 20 апреля 1897 года — член, с 21 февраля 1908 по 16 февраля 1909 года — председатель совета Костромского Федоровско-Сергиевского братства. Сырцов с 16 августа 1902 по 21 января 1909 года — протоиерей Костромского Успенского кафедрального собора. Сырцов был корреспондентом «Воскресного досуга», «Духовной беседы», «Морского сборника», «Православного собеседника», «Русского обозрения», «Русского чтения», «Странника», «Церковных ведомостей» и провинциальных периодических изданий. После отъезда из Костромы жил в городе Вятке. Скончался не ранее 1919 года.
Основные сочинения Сырцова посвящены истории старообрядчества, в частности истории Белокриницкой иерархии, самозажигания, Соловецкого восстания; а также истории Соловецкого монастыря.

## Труды
- Соловецкие острова // «Морской сборник», 1867.
- Неприятель у Соловецкого монастыря в 1854 году. Б. м. 1870.
- Преподобный Елеазар, основатель и строитель Троицкого Анзерского скита, принадлежавшего Соловецкому монастырю. Б. м. 1873.
- Соловецкий монастырь перед возмущением монахов-старообрядцев в XVII столетии. — Тип. Ун-та. 1879.
- Англичане, бомбардирующие Соловецкий монастырь пред возмущением монахов-старообрядцев в XVIII столетии. — Казань. 1879.
- Возмущение соловецких монахов-старообрядцев в XVII веке Казань : тип. Ун-та, 1880(магистерская диссертация).
- Император Александр Николаевич II, как покровитель и благодетель православной церкви и духовенства : Воспоминание на 1-е марта. Тобольск: Литогр.-тип. А. Г. Калининой, 1882. 23 c. (Оттиск из Тобольских епархиальных ведомостей. 1882. № 4, 5).
- Сибирские «квакеры» в XVIII веке // Тобольские епархиальные ведомости, 1882, № 7, 8.
- Старообрядческая иерархия в Сибири // Тобольские епархиальные ведомости, 1882, № 14, 15.
- Старообрядческие попы австрийского посвящения в Сибири // Тобольские епархиальные ведомости, № 18, 19, 20.
- Самосожигательство сибирских старообрядцев в XVII и XVIII столетиях. — Тобольск. 1889 (Оттиск из Тобольских епархиальных ведомостей. 1887. № 13-22. 1888, № 7-8).
- Самосожигатели. — М., 1889.
- К истории мистических сект в Сибири. (Духовидец Израиль). — Тобольск : Тип. Губерн. правл., 1890. 35 c. (Тобольские епархиальные ведомости. 1890. № 13-14, 19-20).
- Семидесятилетие Солигаличского духовного училища. — Кострома. 1890.
- Архимандрит Порфирий Карабонович, настоятель Соловецкого монастыря. — Архангельск. 1891.
- Преподобный Александр, основатель и игумен Александровской (упраздненной) пустыни на реке Воче в Солигаличском уезде. -Кострома. 1893.
- Мировоззрения наших предков русских крестьян-язычников до крещения Руси (в 988 г.). Выпуск 1. Мифология. — Кострома. 1897.
- 150-летие Костромской духовной семинарии (1747—1897 гг.).- Кострома, 1897.
- Альбом архипастырей Костромской епархии за 150 лет ея существования. — Кострома. 1898.
- Архипастыри Костромской епархии за 150 лет ея существования (1745—1898).- Кострома, 1898.
- Древние памятники самозащиты и благочестия граждан г. Солигалича. — Кострома. 1899.
- Усыпальницы бояр Годуновых в Ипатьевском монастыре. — М., 1902.
- Долго ли жил в костромском Ипатьевском монастыре Михаил Федорович Романов до избрания его в 1613 году на царство? // Костромские епархиальные ведомости, 1902, № 13.
- Каталог русских медалей и жетонов за время от императора Павла I до императора Николая II включительно, принадлежащих Костромской губернской ученой архивной комиссии. — Кострома. 1903.
- Сказание об иконе Божией Матери Федоровской. — Кострома. 1908.
- Стенная живопись Успенского собора Костромы. — Кострома. 1908.
- Кострома в ея прошлом и настоящем. — Кострома. 1909.